# Siccità

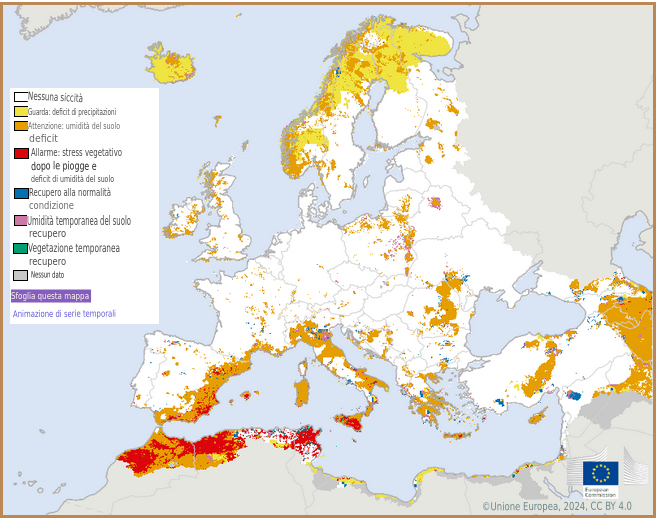
Mappa della siccità in Europa a gennaio 2024 - Fonte: https://edo.jrc.ec.europa.eu/edov2/php/index.php?id=1000#

La siccità (dal latino siccĭtas, derivazione di siccus - secco, arido) è un evento di carenza prolungata dell'approvvigionamento idrico, che sia atmosferico (precipitazioni sotto la media), di acque superficiali o sotterranee. Una siccità può durare mesi o anni. Può provocare un grave impatto sull'ecosistema e sull'agricoltura e causare danni all'economia locale. Ai tropici le stagioni secche annuali aumentano significativamente le possibilità che si sviluppi la siccità e i successivi incendi. Le ondate di caldo possono peggiorare notevolmente le condizioni di siccità accelerando la rarefazione del vapore acqueo.
La siccità è una caratteristica ricorrente del clima nella maggior parte del mondo, ma ora diventata più frequente a causa del cambiamento climatico. Studi di dendrocronologia, basati sulla datazione degli anelli di accrescimento annuale degli alberi, confermano che la siccità dovuta ai cambiamenti climatici risale già al 1900. Gli effetti della siccità e della carenza d'acqua si possono dividere in tre gruppi: ambientali, economici e sociali. Gli effetti ambientali sono l'essiccazione delle zone umide, incendi sempre più grandi e frequenti, perdita della biodiversità. Le conseguenze economiche comportano una minore produzione agricola, forestale, di selvaggina e di pesca, maggiori costi di produzione alimentare, problemi di approvvigionamento idrico per il settore energetico e per le economie municipali. Gli effetti sociali e sanitari sono le ripercussioni sulla salute delle persone direttamente esposte al fenomeno (ondate di calore eccessive), costi alimentari elevati, stress causato da raccolti falliti, scarsità d'acqua, ecc. La siccità prolungata è causa di migrazioni di massa e gravi crisi umanitarie.
Dal punto di vista umano, la siccità non è semplicemente un fenomeno fisico, ma piuttosto un evento che segna la rottura dell'equilibrio tra la naturale disponibilità d'acqua e il consumo che ne fanno le attività umane e che può causare gravi danni sia all'ecosistema naturale sia alle attività agricole delle zone colpite. Un periodo di siccità può durare diversi anni, però anche un episodio breve ma intenso può essere altrettanto devastante. In molte regioni del pianeta la siccità è un evento periodico e, con adeguate strategie, parzialmente contrastabile.
La siccità più prolungata mai registrata al mondo nella storia documentata si è verificata nel deserto di Atacama in Cile: 400 anni. Nel corso della storia gli esseri umani hanno generalmente visto la siccità come "evento disastroso", a causa dell'impatto sulla disponibilità di cibo e sulla società. L'uomo ha spesso cercato di spiegare la siccità come un disastro naturale, causato dagli esseri umani, o il risultato di forze soprannaturali.
L'intensità della siccità viene spesso rappresentata per mezzo di indici, tra i quali è molto conosciuto l'indice di Palmer, ormai ampiamente superato. L'indice di siccità più comunemente usato attualmente è SPI (Standardized Precipitation Index).

## Definizione

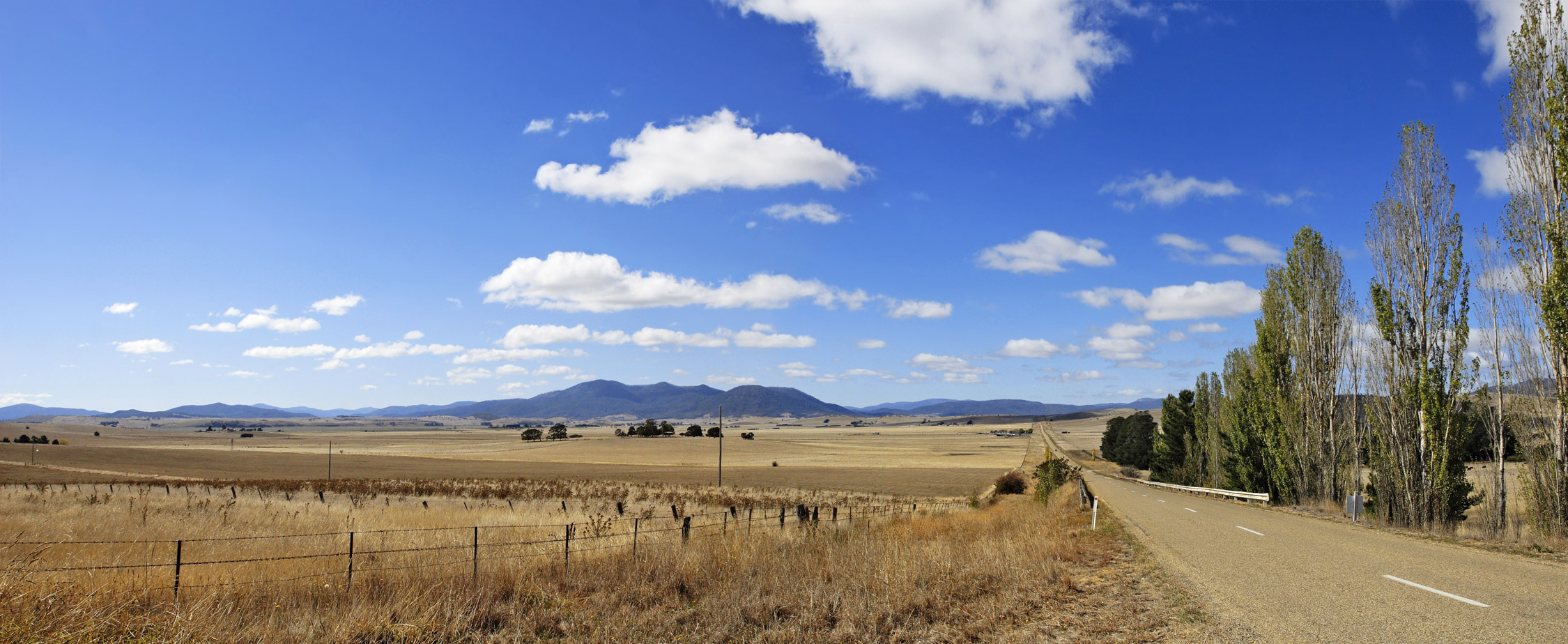
Campi colpiti da una condizione di siccità al di fuori di Benambra, in Australia

Il sesto rapporto di valutazione dell'IPCC definisce la siccità come "condizioni più secche del normale". Ciò significa che una siccità è "un deficit di umidità relativo alla disponibilità media di acqua in una data località e stagione".
La siccità è generalmente definita come "una carenza di precipitazioni per un lungo periodo di tempo (di solito una stagione o più), con conseguente carenza d'acqua". L'ufficio del National Weather Service del NOAA definisce la siccità come "una carenza di umidità che provoca impatti negativi su persone, animali o vegetazione su un'area considerevole".
La siccità è un fenomeno complesso, relativo alla mancanza di acqua, difficile da monitorare e definire. All'inizio degli anni ottanta erano già state pubblicate oltre 150 definizioni di "siccità". La gamma di definizioni riflettono differenze nelle regioni, nei bisogni e negli approcci disciplinari.

## Tipologie

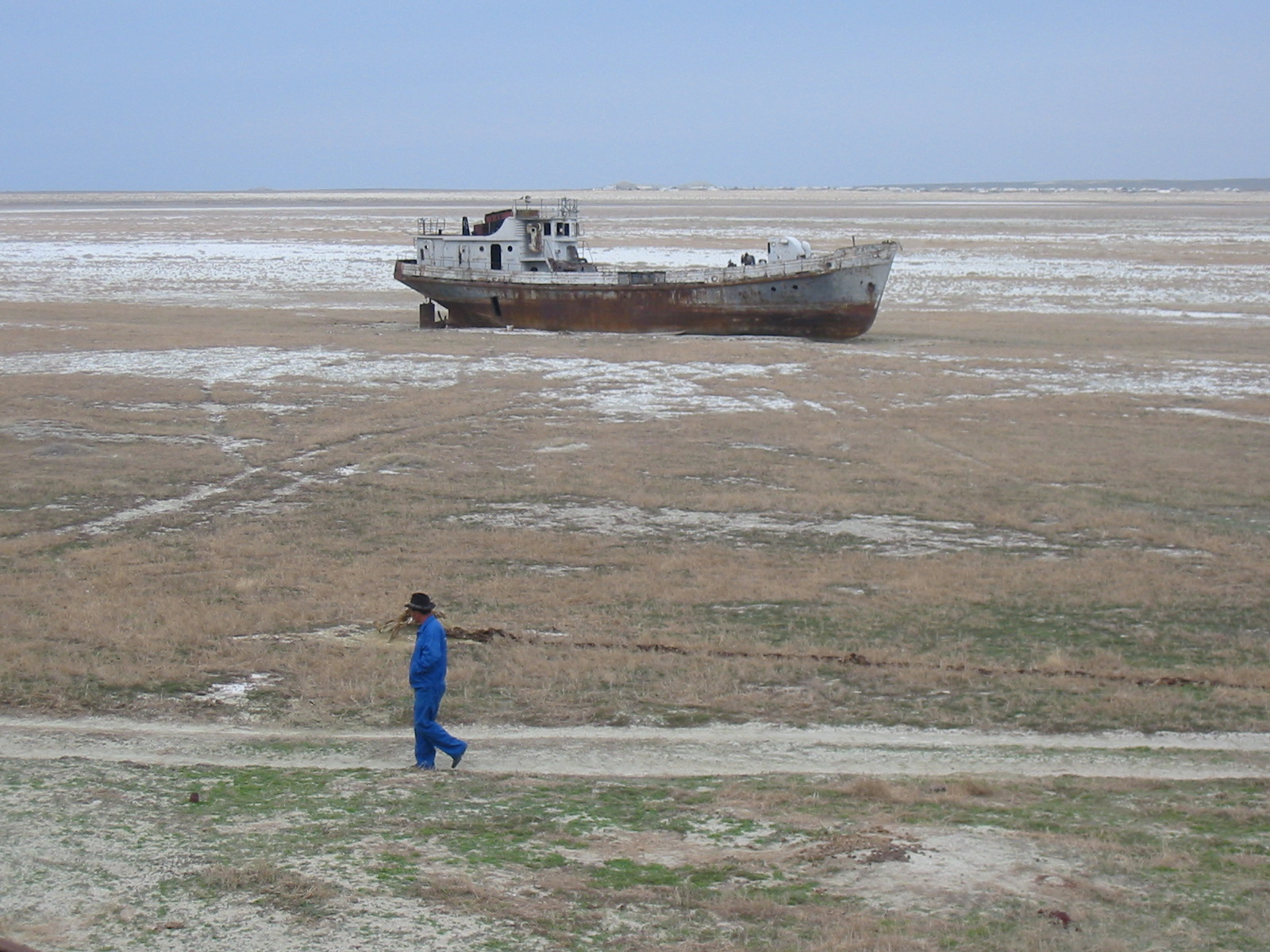
Nave incagliata a causa del prosciugamento del lago d'Aral

Esistono tre categorie principali di siccità in base a dove si verifica il deficit di umidità nel ciclo dell'acqua: siccità meteorologica, siccità agricola o ecologica e siccità idrologica. In sintesi: una siccità meteorologica si verifica a causa della mancanza di precipitazioni. Una siccità agricola o ecologica è causa di stress alle piante, conseguenza di evaporazione e bassa umidità del suolo. Una siccità idrologica è correlata a un basso deflusso, afflusso e stoccaggio degli invasi. Alcune organizzazioni aggiungono un'altra categoria: la siccità socioeconomica associa la domanda e l'offerta di un bene economico a elementi di siccità meteorologica, idrologica e agricola. La siccità socioeconomica è un concetto simile alla scarsità d'acqua.
Il significato preciso di siccità è reso complesso da considerazioni di natura politica. In generale si tende a definire la siccità in tre modi principali con cause diverse ma effetti simili:
1. La siccità meteorologica si verifica quando c'è un periodo prolungato con precipitazioni inferiori alla media.[14] La siccità meteorologica di solito precede gli altri tipi di siccità.[15]
2. La siccità agricola influisce sulla produzione agricola o sull'ecologia di un areale. Questa condizione può anche verificarsi indipendentemente da qualsiasi cambiamento nei livelli di precipitazione quando l'aumento dell'irrigazione o delle condizioni del suolo e l'erosione innescata da sforzi agricoli mal pianificati causano una carenza di acqua disponibile per le colture. Tuttavia, una siccità tradizionale è causata da un lungo periodo di precipitazioni al di sotto della media.[16]
3. La siccità idrologica si verifica quando le riserve idriche disponibili in sorgenti quali falda freatica, laghi, bacini idrici e bacini artificiali scendono al di sotto di una soglia significativa a livello locale. La siccità idrologica tende a manifestarsi più lentamente perché coinvolge l'acqua immagazzinata che viene utilizzata ma non reintegrata. Come una siccità agricola, questa può essere innescata da qualcosa di più di una semplice mancanza di precipitazioni. Può aver luogo anche in tempi di precipitazioni nella media (o sopra la media), a causa dell'aumentare della richiesta di risorse idriche, come nel caso del lago d'Aral: nel 2007 il Kazakistan ha ricevuto un'ingente somma di denaro dalla Banca Mondiale per ripristinare l'acqua che era stata deviata ad altre nazioni sotto il regime sovietico.[17] Circostanze simili mettono anche il lago più grande, il Balkhash, a rischio di prosciugarsi completamente.[18]

Con il persistere di una siccità, i suoi effetti e le condizioni che la provocano peggiorano gradualmente, aumentando sempre di più il suo impatto sulla popolazione locale.

## Cause
In generale, le precipitazioni atmosferiche dipendono dalla quantità di vapore acqueo presente nell'atmosfera terrestre dalla contemporanea risalita delle masse d'aria che lo contengono. Se qualcosa attenua questi due fenomeni, si genera una situazione di siccità; possibili fattori possono essere:
- un periodo anomalo di prevalenza di sistemi di alta pressione;
- venti in prevalenza continentali, che portano masse d'aria secche anziché quelle più umide degli oceani;
- El Niño o altri cicli termici oceanici;
- la deforestazione;
- infine, anche il riscaldamento globale potrebbe avere un sostanziale impatto dannoso sull'agricoltura[19], soprattutto nei paesi in via di sviluppo[20].

### Deficit di precipitazioni

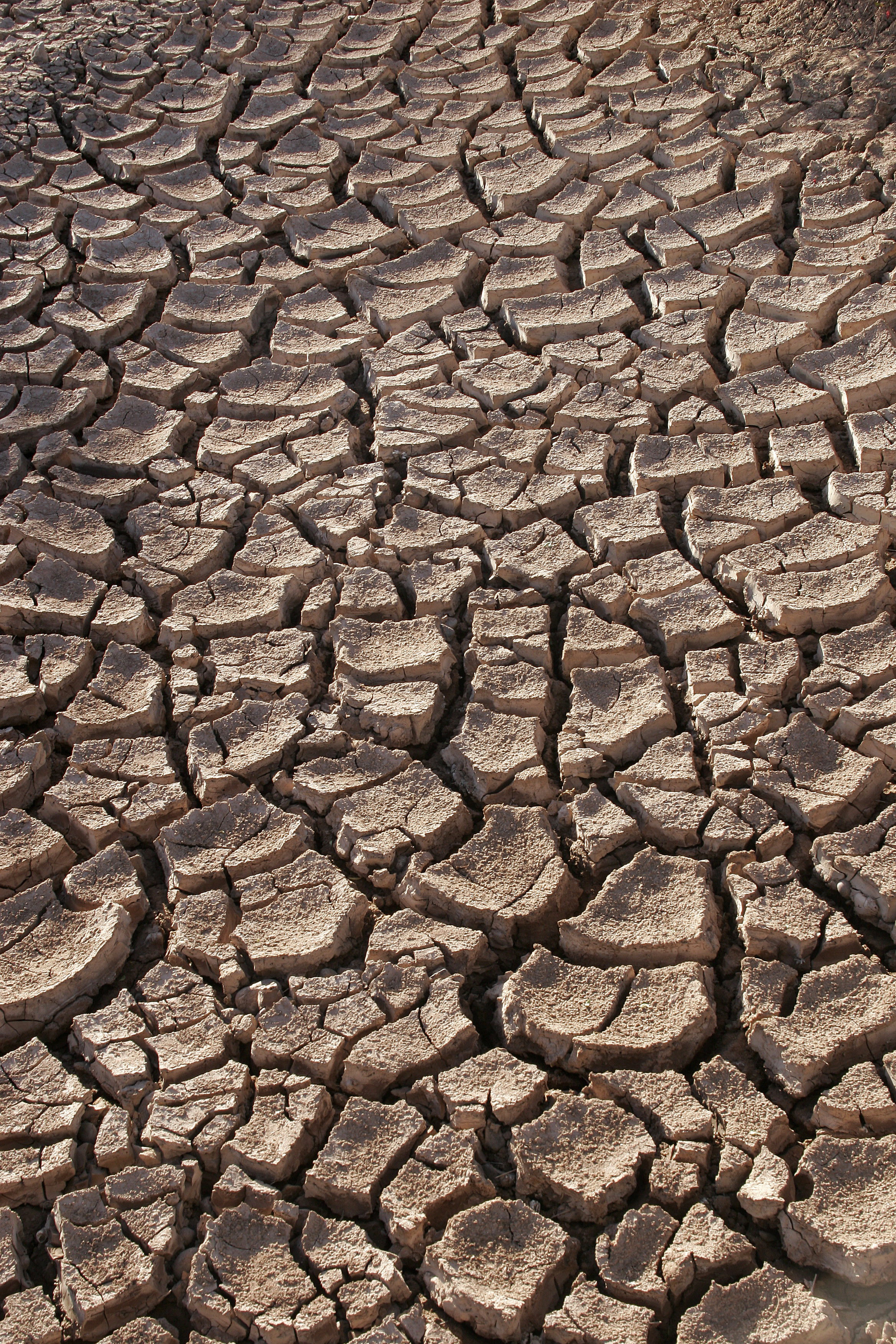
Crepe di contrazione ed essiccamento nella terra asciutta del deserto di Sonora nel Messico nordoccidentale, vicino ai confini di Stato della California e dell'Arizona

I meccanismi di produzione delle precipitazioni includono precipitazioni convettive, stratiformi, e orografiche. I processi convettivi comportano forti moti verticali che possono causare, entro un'ora, il ribaltamento meteorologico locale e causare forti precipitazioni, mentre i processi stratiformi comportano moti verso l'alto più deboli con precipitazioni meno intense e di durata maggiore. Le precipitazioni possono essere suddivise in tre categorie, che dipendono dello stato fisico dell'acqua della precipitazione che può essere: liquida, liquida che gela a contatto con la superficie o ghiaccio. La siccità si verifica principalmente nelle aree in cui i livelli normali di precipitazioni sono, di per sé, bassi. Se questi fattori non supportano volumi di precipitazione sufficienti per raggiungere la superficie in un tempo sufficiente, il risultato è una siccità. La siccità può essere innescata da un elevato livello di luce solare riflessa e da una prevalenza superiore alla media di sistemi di alta pressione, venti che trasportano masse d'aria continentali, piuttosto che oceaniche, e creste di aree di alta pressione ad alta quota che possono impedire o limitare lo sviluppo di attività temporalesche o precipitazioni in una determinata regione. Una volta che una regione è all'interno della siccità, i meccanismi di feedback come l'aria secca locale, le condizioni calde che possono promuovere il riscaldamento del nucleo caldo, e l'evapotraspirazione minima possono progressivamente peggiorare le condizioni di siccità.

#### Stagione secca
Nei tropici, le stagioni umide e secche si distinguono a causa del movimento della zona di convergenza intertropicale o trogolo dei monsoni. La stagione secca aumenta notevolmente il fenomeno della siccità, ed è caratterizzata dalla sua bassa umidità, con abbeveratoi e fiumi prosciugati. A causa di ciò, molti animali al pascolo sono costretti a migrare per mancanza d'acqua alla ricerca di terre più fertili. Esempi di tali animali sono zebre, elefanti e gnu. A causa della mancanza di acqua, gli incendi boschivi sono comuni. I periodi di caldo accelerano il ritmo della produzione di frutta e verdura, aumentano l'evaporazione e la traspirazione delle piante, peggiorando quindi le condizioni di siccità.

### Carenza di precipitazioni dovuta ai cambiamenti climatici
Si prevede che il cambiamento climatico globale scatenerà siccità con un impatto sostanziale sull'agricoltura in tutto il mondo, in particolare nei paesi in via di sviluppo. Insieme alla siccità, tenderanno a diventare più frequenti nelle aree più esposte, fenomeni d'inondazione ed erosione.
In Europa, c'è un aumento delle siccità composte durante i periodi estivi che sono in concomitanza con un aumento della potenziale evapotraspirazione.
Il cambiamento climatico e la conseguente alterazione del ciclo dell'acqua, influiscono su molteplici fattori associati alla siccità, come la quantità di pioggia e la velocità di evaporazione. Il riscaldamento del terreno porta a un aumento della capacità evaporativa in atmosfera che aumenta la gravità e la frequenza dei periodi di siccità in gran parte del mondo. Gli scienziati prevedono che in alcune regioni del mondo in futuro ci sarà meno pioggia a causa del riscaldamento terrestre. Queste regioni saranno quindi più frequentemente soggette alla siccità: regioni subtropicali come il Mediterraneo, l'Africa meridionale, l'Australia sudoccidentale e il Sudamerica sudoccidentale, nonché l'America centrale tropicale, l'Africa occidentale e il bacino amazzonico.

## Conseguenze
I periodi di siccità possono condurre a rilevanti conseguenze ambientali, economiche e sociali:
- morte del bestiame;
- riduzione dell'estensione dei campi coltivati;
- incendi;
- diminuzione della quantità di acqua destinata alle industrie[39][40];
- desertificazione;
- tempeste di sabbia, laddove la siccità colpisca regioni già desertiche e colpite dall'erosione;
- fenomeni di disidratazione nella popolazione;
- carestie, dovute alla mancanza di acqua utilizzata per l'irrigazione dei campi coltivati;

- tensioni sociali;

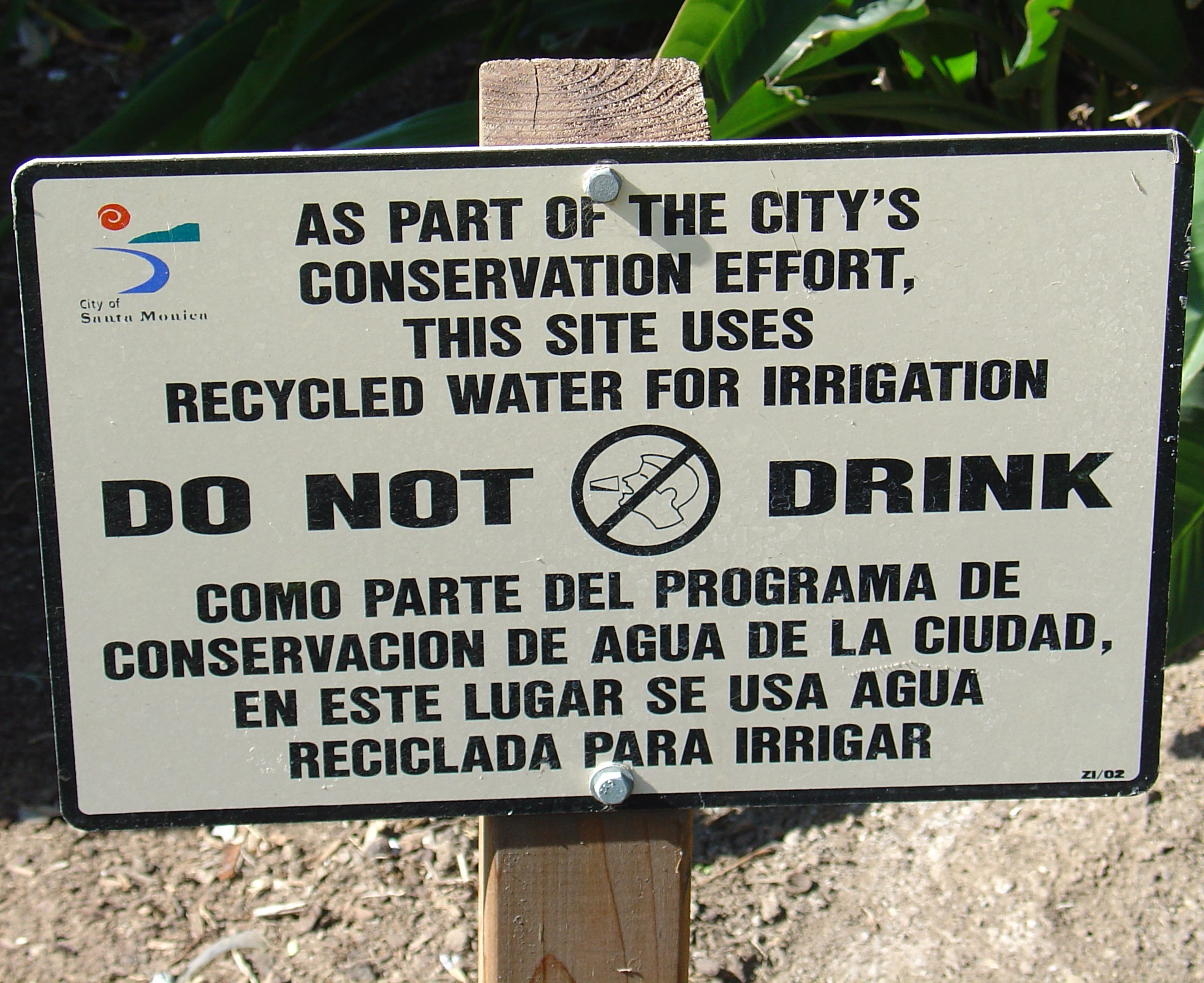
Cartello che avvisa dell'utilizzo di acqua riciclata per l'irrigazione delle piante

- migrazioni di massa, sia interne a una regione sia riguardanti paesi diversi (vedi profugo);
- guerre, volte ad assicurarsi beni di prima necessità, come cibo e acqua (vedi ad esempio le guerre dell'acqua).

Tali conseguenze ovviamente dipendono dalla vulnerabilità della zona colpita dalla siccità: laddove per esempio sia presente un'agricoltura di sussistenza, sarà più probabile assistere a uno spostamento della popolazione a causa della mancanza di risorse alimentari; le conseguenze della siccità dipendono dunque fortemente dalle condizioni sociopolitiche della regione in cui si manifesta.

## Strategie di lotta contro la siccità
- desalinizzazione dell'acqua marina per usi agricoli o domestici;
- monitoraggio costante dei livelli di precipitazioni atmosferiche, per individuare eventuali periodi in cui la quantità di acqua richiesta supera quella disponibile;
- un attento piano di rotazione delle colture può aiutare a minimizzare l'erosione del terreno e può favorire la coltivazione di piante più resistenti alla siccità;
- raccolta e stoccaggio dell'acqua piovana;
- purificazione e depurazione dell'acqua già utilizzata per consentire un suo riutilizzo;
- costruzione di acquedotti per portare acqua nelle zone più soggette a periodi di siccità;
- restrizioni nell'uso dell'acqua, specialmente per quanto riguarda l'irrigazione delle piante, il lavaggio delle automobili o l'uso delle piscine.